# Galerie výtvarného umění v Chebu
Galerie výtvarného umění v Chebu je příspěvkovou organizací Karlovarského kraje. Sídlí v budově Radničního paláce na náměstí Krále Jiřího z Poděbrad v Chebu. Ve stálé expozici vystavuje sbírku gotického umění pocházejícího z území chebského regionu a sbírku českého moderního umění 19. až 21. století, budovanou od poloviny 60. let do současnosti. Od roku 2016 je její součástí Retromuseum zaměřené na poválečný design a životní styl, které sídlí v sousedním tzv. Schillerově domě. V minulosti galerie využívala také výstavní prostory v odsvěcených kostelech sv. Kláry a sv. Bartoloměje.

## Historie
Státní galerie výtvarného umění v Chebu byla založena roku 1962 jako součást sítě regionálních galerií pod správou Ministerstva školství a kultury. U zrodu galerie stála historička umění a konzervátorka Mira Mladějovská, v letech 1946–1951 vedoucí městského archivu a chebského muzea. V letech 1950–1955 byla ředitelkou Obrazové galerie města Chebu sídlící v budově radnice. Státní galerie získala základní fond převody z Chebského muzea a svozy z poničených objektů v pohraničí. Získala tak menší soubor evropské malby 17. a 18. století, ukázky tzv. chebské reliéfní intarzie 17. století a především sbírku gotických plastik místní provenience. Zpočátku se galerie soustředila na výstavy děl zapůjčených z jiných institucí (České malířství 19. století), ale od poloviny 60. let budovala vlastní sbírku českého moderního umění.
Prvním ředitelem galerie byl malíř Bojmír Hutta (1920–1987) a jeho spolupracovnicí až do roku 1969 zůstala Mira Mladějovská. Chebská galerie se od roku 1965 starala také o restaurování soch svezených z regionu a umístěných na zámku ve Starém Hrozňatově. Sochy v tamním sochařském parku měly být doplněny o současná díla z připravovaného Bienále Socha a krajina. Po okupaci v srpnu 1968 se již sochařské sympozium nepodařilo uskutečnit a roku 1972 zámek převzalo Ministerstvo vnitra.
Počátkem normalizace byl Bojmír Hutta odvolán a navíc „zařazen mezi nespolehlivé osoby, přišel o pas a až do konce života se o něj zajímala Státní bezpečnost“. Nově jmenovaný ředitel František Peťas (1912–1976) navázal na koncepci B. Hutty a nebránil nákupům autorů, kteří byli za normalizace různě šikanováni. Po jeho smrti zastávala od roku 1976 funkci ředitelky dosavadní odborná pracovnice galerie, kulturoložka Ludmila Vomelová. Zasloužila se o rozvoj sbírek a navíc rozvinula koncertní činnost a další doprovodné akce, díky nimž se galerie stala významným kulturním centrem regionu. V letech 1976–1987 působila v GVU Cheb jako samostatná odborná pracovnice historička umění Božena Vachudová, od roku 1976 zde působila Anna Sochorová (v letech 1992–2008 jako hlavní kurátorka).
V letech 1968–1970 a znovu od roku 1987 působil v galerii PhDr. Jiří Vykoukal, od roku 1990 jako ředitel. Za jeho působení se chebská galerie zařadila ke špičkovým muzeím umění České republiky, vytvořila si jasnou profilaci výstavní, sbírkové a publikační činnosti a uspořádala řadu zásadních projektů, které měly ohlas v celé České republice. Roku 1968 uspořádal první a zároveň poslední ročník Trienále jihočeských, severočeských a západočeských umělců v Chebu, které se konalo od října 1968 do ledna 1969. Roku 2001 byla chebská galerie převedena pod správu Karlovarského kraje. Roku 2010 Jiří Vykoukal z osobních důvodů rezignoval a na základě výběrového řízení byl ředitelem jmenován Marcel Fišer. Jako vedoucí odborného oddělení a kurátor působí v galerii Jiří Gordon.
Chebský region byl v minulosti osídlen převážně německým obyvatelstvem. Proto v roce 2004 začala Galerie výtvarného umění v Chebu pořádat sympozium Mezery v historii – Lücken in der Geschichte, které se názvem hlásí k výstavě Mezery v historii, 1890–1938: polemický duch Střední Evropy – Němci, Židé, Češi (Galerie hl. města Prahy, 1994, kurátorka Hana Rousová). Komisařkou sympozia, na kterém se do roku 2009 GAVU podílela spolu s „Festivalem uprostřed Evropy / Mitte Europa“, byla dr. Jana Orlíková-Brabcová. V roce 2012 bylo sympozium obnoveno a koná se ve spolupráci s Oblastní galerií v Liberci střídavě v Chebu a v Liberci. Součástí jsou výstavní a publikační projekty připravované ve spolupráci s nakladatelstvím Arbor vitae. Od počátku je sympozium věnováno tvorbě německy hovořících výtvarníků, kteří působili na území Čech, Moravy a Slezska do konce druhé světové války. Příspěvky prvních pěti ročníků jsou shrnuty ve stejnojmenné sborníku (2010).
V roce 2009 se Galerie výtvarného umění v Chebu stala iniciátorem projektu věnovaného street artu a do roku 2016 pořádala festival Graffiti Boom, při němž umělci zabývající se street artem realizovali své dílo ve veřejném prostoru a na připravených panelech. Součástí festivalu bylo vytvoření velkoformátového graffiti jedním z umělců a v rámci Graffiti Jam výstavy s vernisážemi, hudební akce či workshopy pro děti a mládež. Autory velkoformátového graffiti jsou Jan Kaláb POINT (2009), Jakub Matuška MASKER (2011), Michal Škapa TRON (2012), Zdeněk Řanda PASTA ONER (2013), KEIM a PEOK, OBIC a TRON, X-DOG, OBLUT, POSTER 177, SMEK, SABON, SAON, LASER, RASO ad. (2014), Michal Škapa TRON (2015), Luděk Keim a Tomáš Kocka (2016). Festival se konal s finanční podporou Ministerstva kultury ČR a města Cheb.
Roku 2013 došlo k zásadní reinstalaci sbírek. Soubor Chebské gotiky byl umístěn v nové stálé expozici ve 2. patře radničního paláce a kostel sv. Kláry byl vrácen městu jako koncertní a svatební síň. Do roku 2016 byly postupně rekonstruovány další výstavní prostory tak, aby odpovídaly mezinárodním standardům muzea současného umění. Ministerstvo kultury ocenilo výstavní program GAVU jako nejlepší ze všech jím spravovaných regionálních galerií a poskytlo dotace na výstavy i nové akvicice sbírek.
Od roku 1962 působil v Chebu Klub přátel výtvarného umění, který pořádal koncerty, besedy s umělci, promítání filmů o umění a přednášky o literatuře. Hlavní organizátorkou byla především Zlata Huttová (8. 5. 1935 – 13. 6. 2001), která se na počátku 60. let provdala za Bojmíra Huttu a později začala pracovat jako odborná pracovnice galerie. Po rekonstrukci kostela sv. Bartoloměje zde klub pořádal pravidelné koncerty. V letech 1966–1969 Festival komorní hudby, v následujících letech cyklus Hudba a výtvarné dílo, který probíhá do současnosti. Na přelomu 60. a 70. let klub využíval rovněž zámek ve Starém Hrozňatově a od roku 1975 kostel sv. Kláry.

### Budovy spravované GAVU

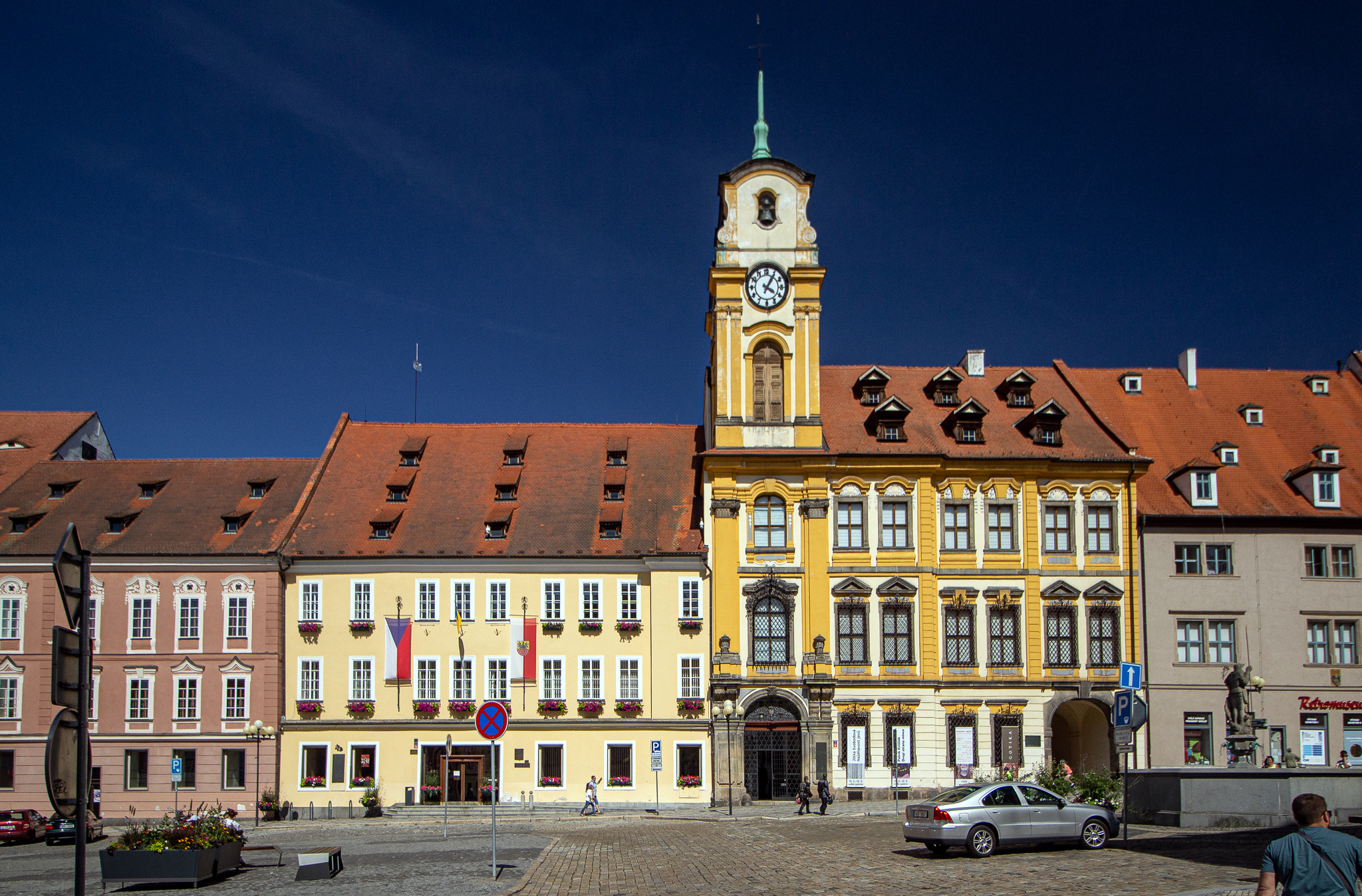
Chebská radnice
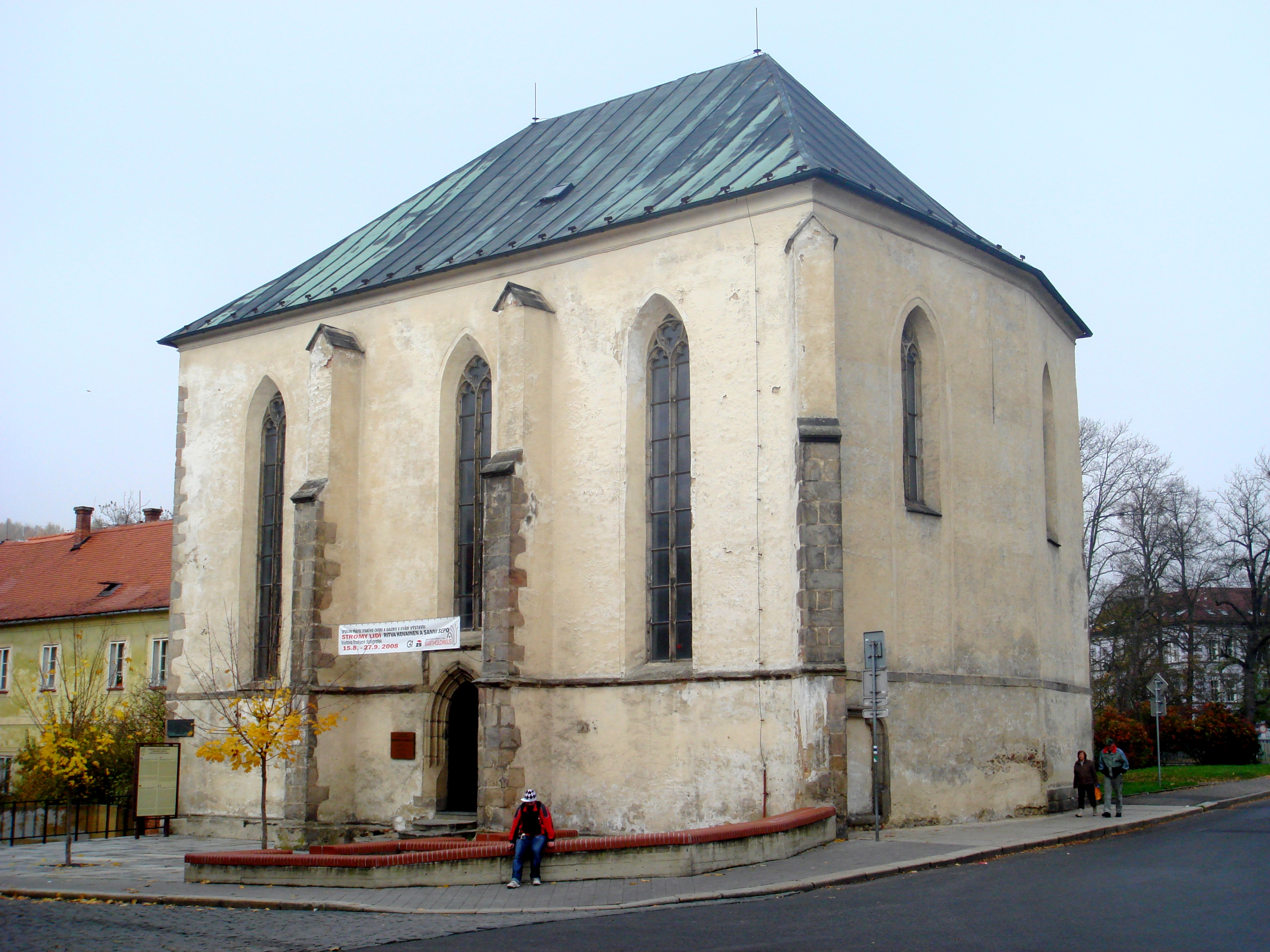
Kostel sv. Bartoloměje - vrácen v restituci Rytířskému řádu křižovníků s červenou hvězdou
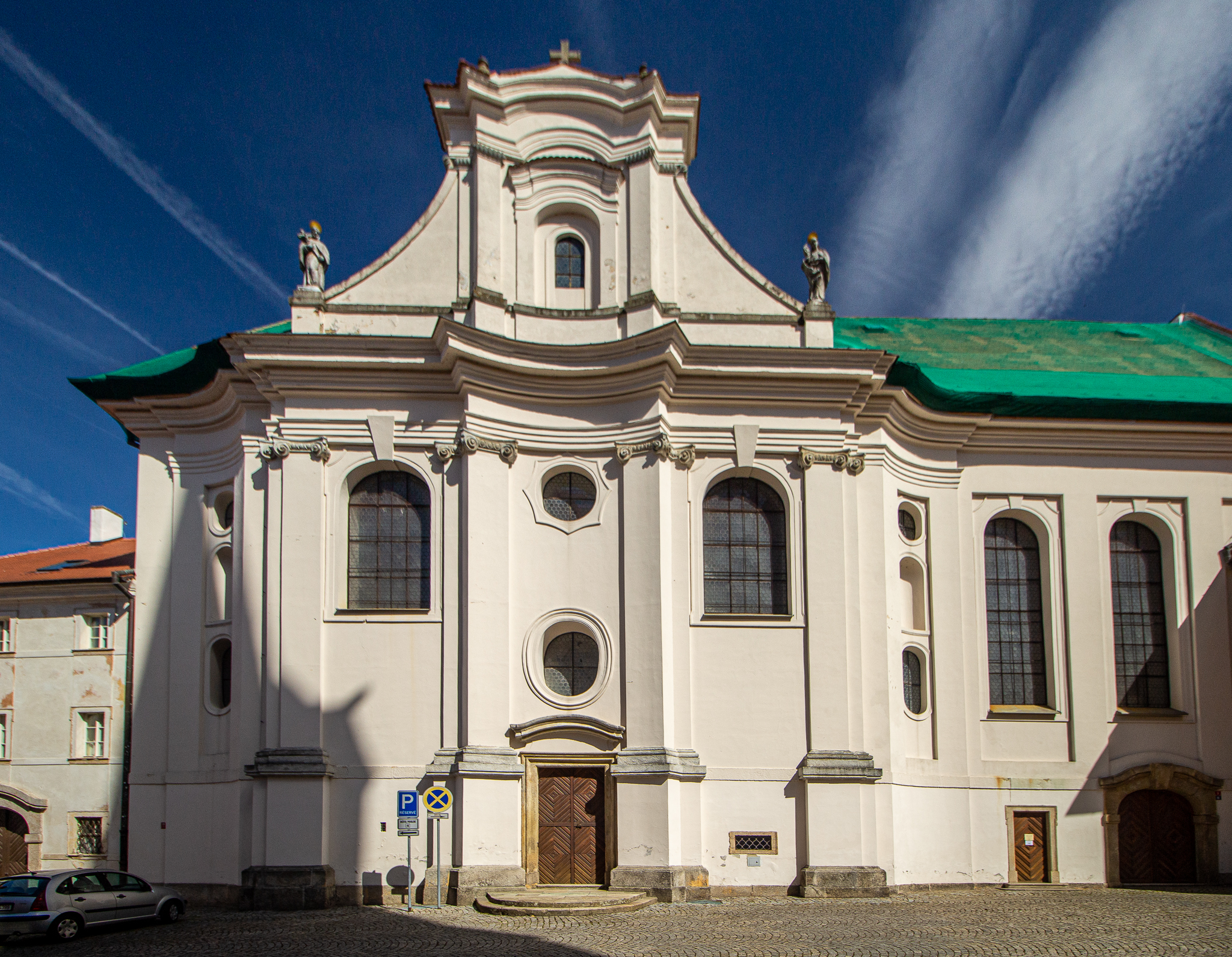
Kostel sv. Kláry, vrácen městu Cheb r. 2013
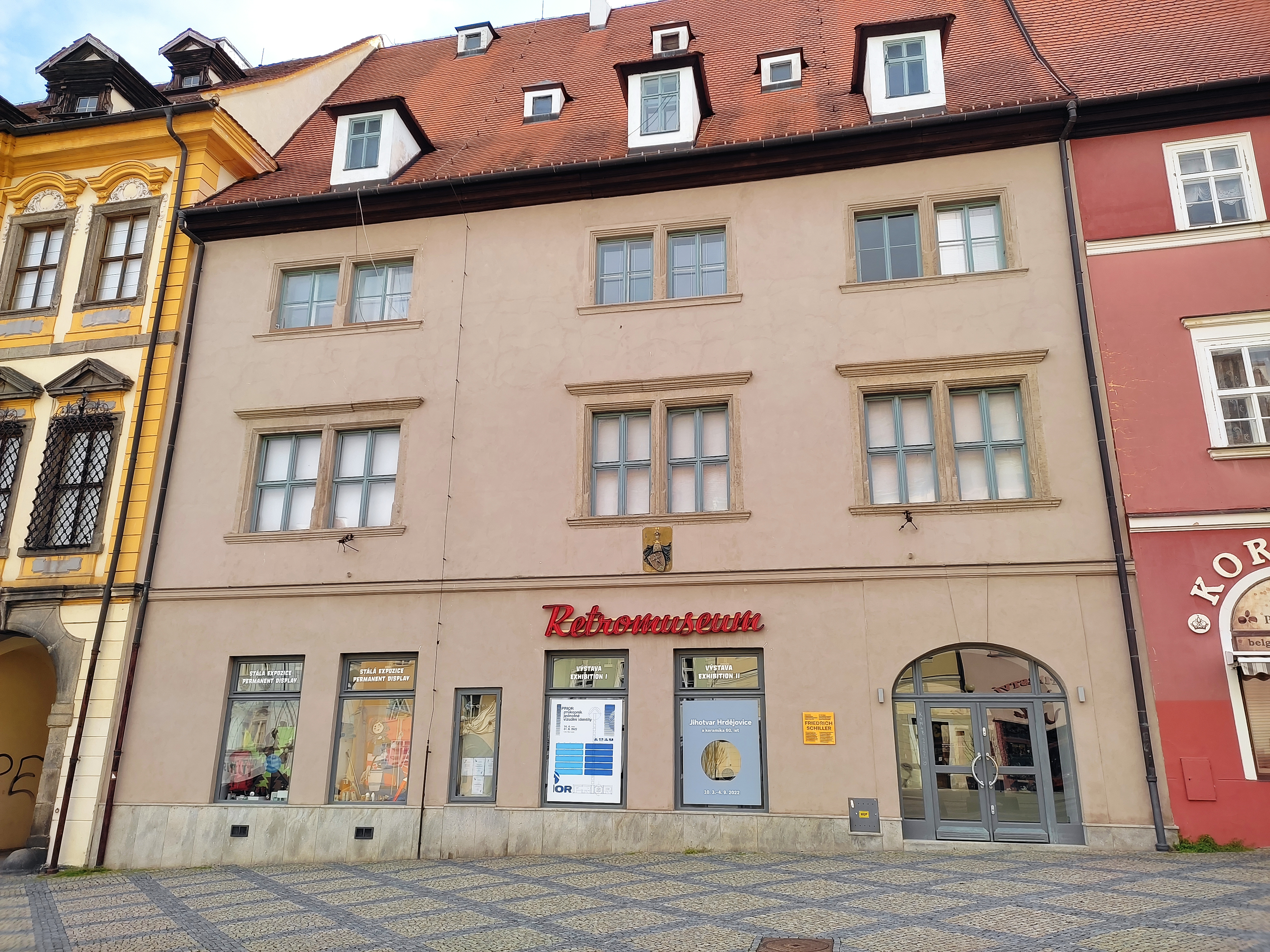
Retromuseum, dříve měšťanský Schillerův dům, nám. Krále Jiřího z Poděbrad čp. 2/17

## Expozice

### Radniční palác
Palác, postavený podle projektu pražského architekta Antonína Haffeneckera, je barokní stavba z let 1723–1727. Radnice byla původně navržena jako monumentální dvoupatrová budova s fasádou členěnou vysokým pilastrovým řádem, se středním traktem a dvěma postranními křídly s portály a věžemi. Kvůli nedostatku financí bylo postaveno pouze jižní křídlo s dvorním traktem (1727) a později hodinová věž (1849). V interiéru budovy je centrální slavnostní schodiště vedoucí do obou pater budovy. Strop schodiště se zrcadlovou klenbou je zdoben štuky s erby chebských purkmistrů, alegorickými postavami ctností, zemskými znaky Čech, Rakouska, Maďarska a rodovým erbem Habsburků. Schodiště lemuje kamenné balustrové zábradlí, ve druhém patře se sochou sv. Josefa z dílny chebského sochaře Johanna Carla Stilpa (1668–1735) a sochou Herkula, sochaře Petra Antona Felsnera (činný 1710–1745).
Ve druhém patře je v pravém křídle stálá expozice chebské gotické plastiky. Dále je zde tzv. Velká galerie (zaměřená na velké výstavní projekty) a výstavní formát Opus magnum, v jehož rámci jsou představována jednotlivá mimořádná díla českého i zahraničního umění.
V prvním patře je stálá expozice moderního a současného umění, která představuje vývoj českého umění od začátku 20. století do současnosti a zaujímá celé první patro v Radničním paláci. Na rozšíření a profilaci sbírky moderního umění nese zásluhu Jiří Vykoukal, který se kromě moderny zaměřil zejména na tvorbu uměleckých skupin činných za druhé světové války i generací mladších. Tematicky orientované proměnné výstavy, umístěné v postranním sále stálé expozice českého moderního umění, prezentují výběr z množství děl uchovávaných v depozitářích galerie. Roku 2012 byla expozice moderního a současného umění v prvním patře radničního paláce reinstalována, vybavena novou paneláží a galerijním osvětlením a rozšířena o dva prostory a panel na chodbě.
V přízemí je Malá galerie zaměřená na díla umělců nejmladší a střední generace, dále muzejní kavárna s prostorem pro výstavy moderní české ilustrace a přednáškovým sálem. V suterénu je víceúčelový sál, který je vyhrazen k práci s dětmi a ke standardní edukační práci. Dětem je vyhrazen také Dětský koutek / Galerie pod baobabem ve druhém patře.

#### Expozice (výběr)

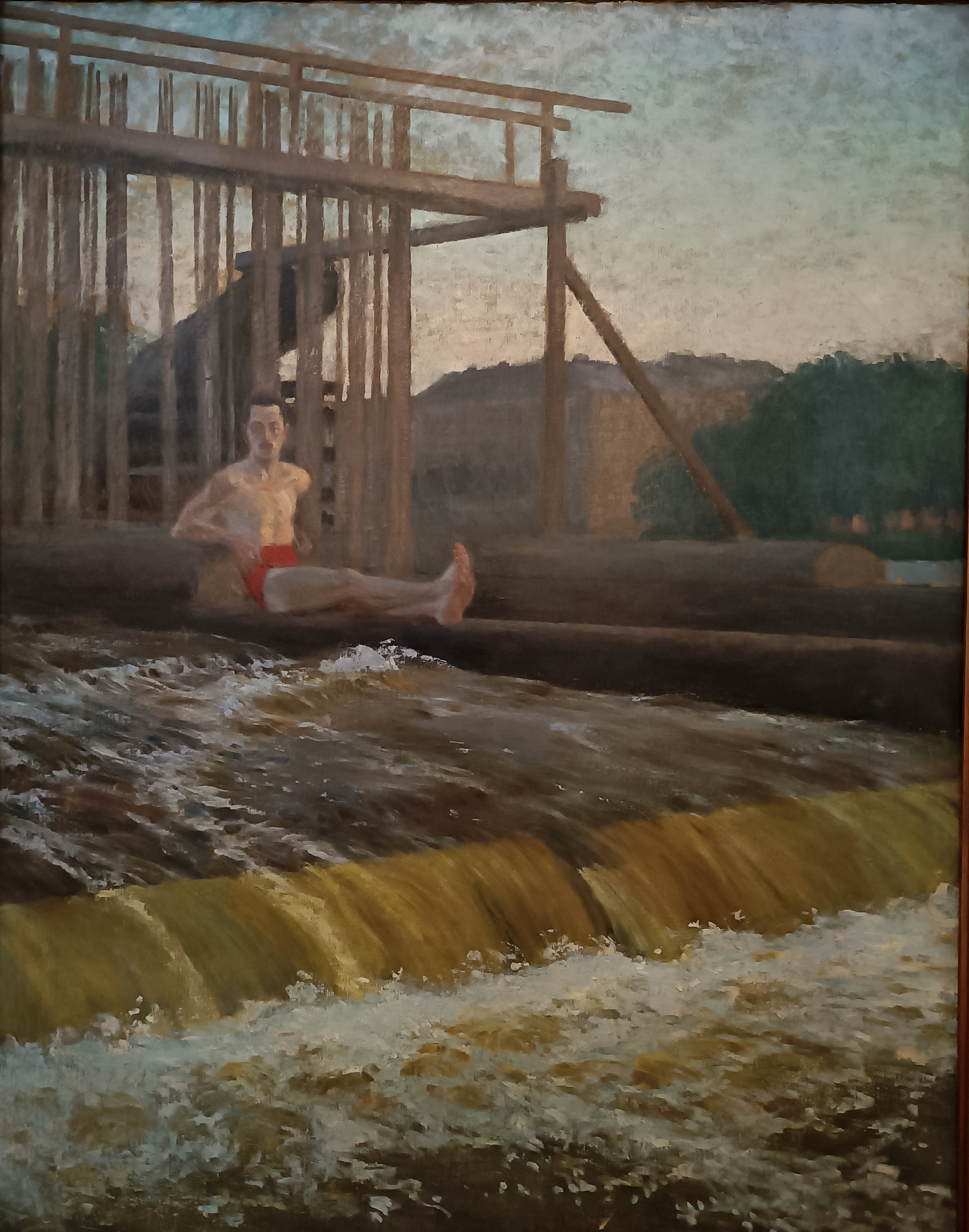
Miloš Jiránek, Na jezu (1904)
Otakar Nejedlý, Dub v Lánech (1921)
Václav Špála, Světlovlasé děvče (1919)
Alois Wachsman, Člověk (1932)
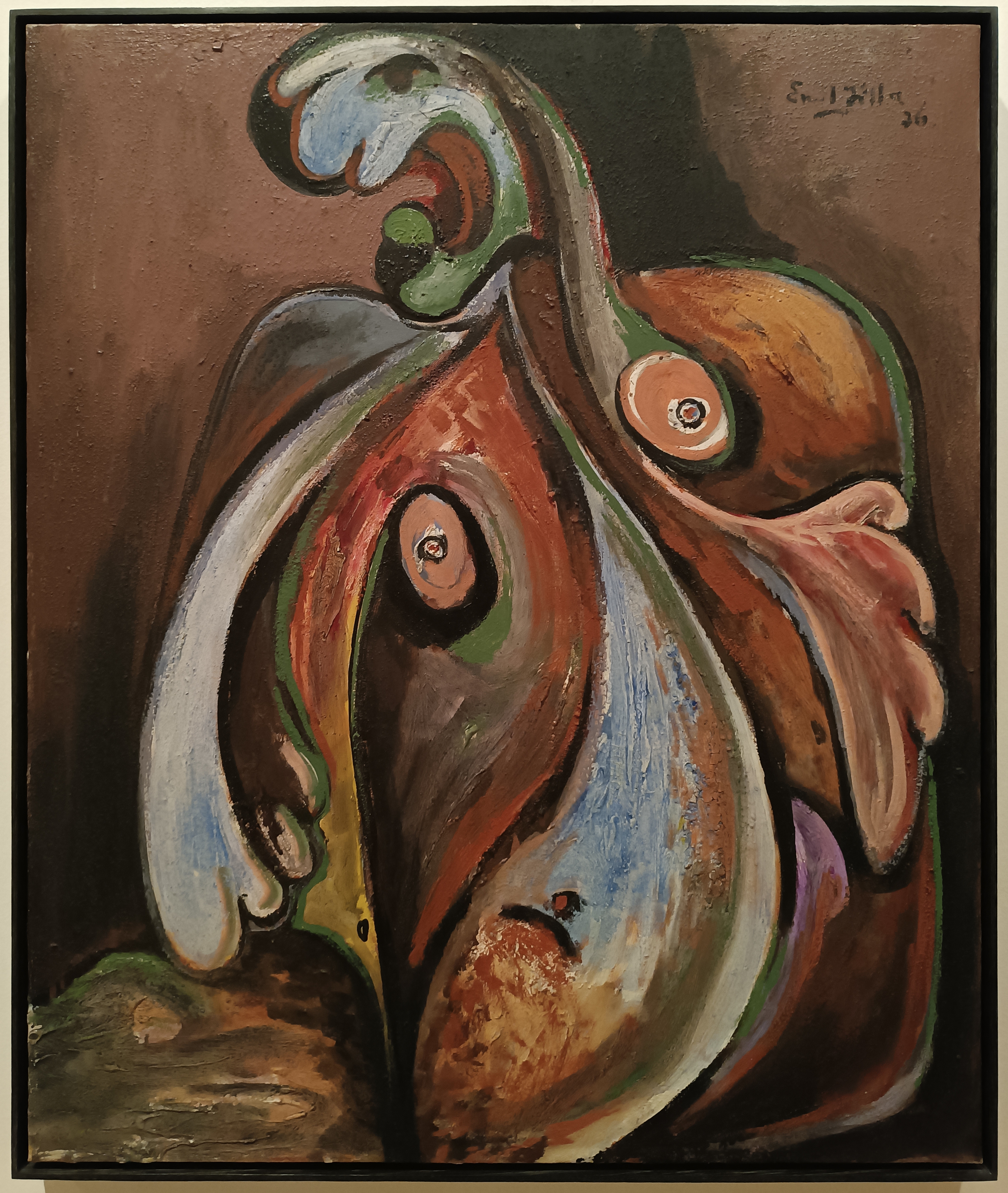
Emil Filla, Žena v křesle (1936)
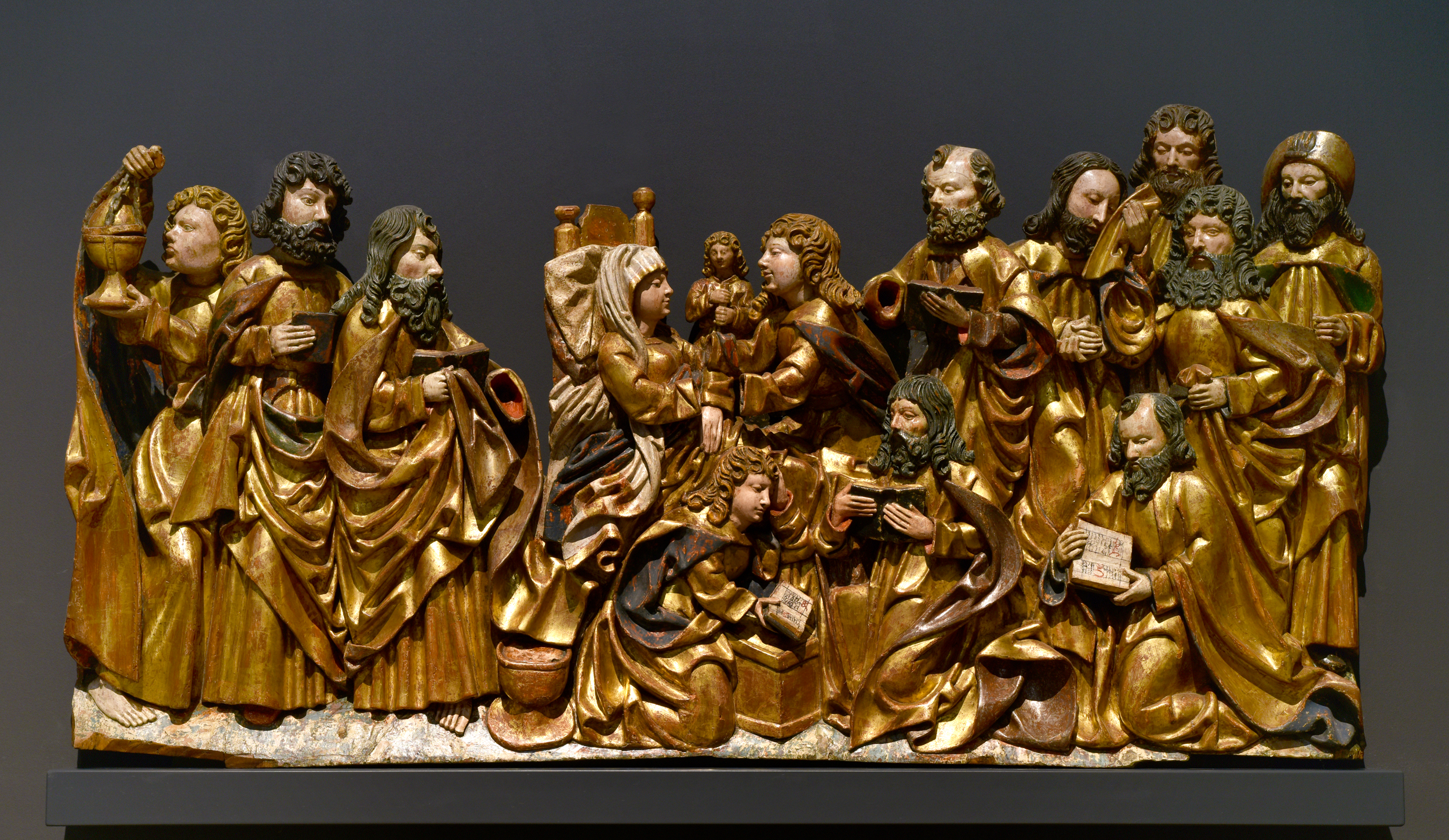
Smrt Panny Marie z Hazlova (1500-1520)
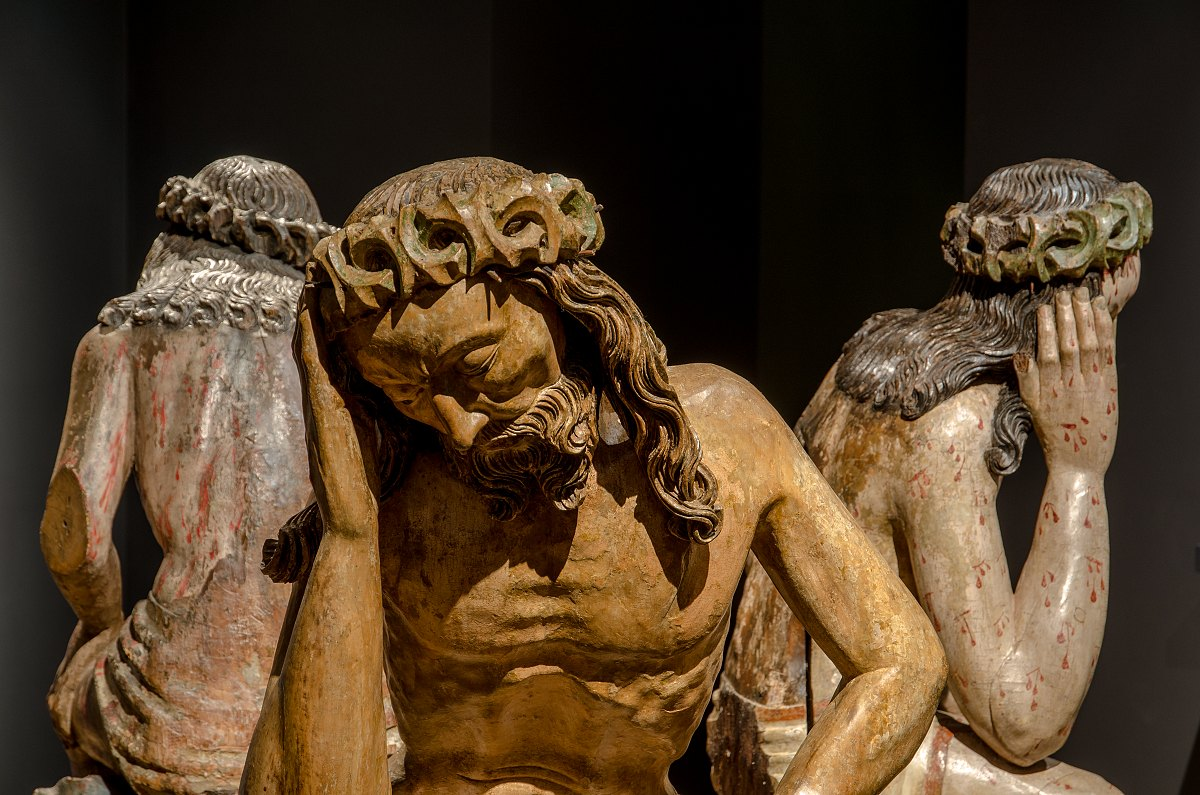
Sochy Odpočívajících Kristů (16. stol.)
František Bílek, Duchovní setkání (1925)
Otto Gutfreund, Hlava otce (1912)
Emil Filla, Hlava (1935)

### Historické expozice gotiky
Založení galerie gotické plastiky úzce souvisí s poválečnou historií Chebu, jehož centrum utrpělo válkou a po poválečném vysídlení německého obyvatelstva chátralo až do roku 1950, než bylo prohlášeno památkovou rezervací. V letech 1950–1967 proběhla úplná rekonstrukce historického jádra města a hledalo se využití řady stavebních památek, mezi jiným špitálního křižovnického kostela sv. Bartoloměje, jehož velkorysou rekonstrukci projektoval Otto Rothmayer. Na návrh tehdejšího ředitele chebské galerie Bojmíra Hutty zde byla roku 1967 zřízena expozice gotické plastiky. Exponáty pocházely většinou ze zničených a demolovaných objektů z celého regionu, z majetkových převodů, část byla později získána i nákupy. Restaurování plastik proběhlo v několika etapách od 60. let do první poloviny 70. let a hradila je chebská galerie. Roku 1999 byl kostel sv. Bartoloměje vrácen v restituci Rytířskému řádu křižovníků s červenou hvězdou a celá expozice byla roku 2004 přesunuta do bývalého kostela chebských klarisek, který galerie předtím užívala jako výstavní a koncertní síň.
Kostel sv. Kláry postavený v letech 1708–1711 podle projektu Kryštofa Dientzenhofera byl odsvěcen již roku 1782, kdy císař Josef II. klášter zrušil. V následujících letech byl v klášteře sklad pivovaru, vojenská škola a věznice až do roku 1905, kdy jej odkoupilo město. Město zde umístilo svůj archiv a část budov zbouralo. Po první světové válce byl zdevastovaný kostel zachráněn Spolkem pro výstavbu pamětní síně. Roku 1923 město Cheb odkoupilo celý areál kláštera a po rekonstrukci roku 1937 v kostele zřídilo pamětní síň padlým v první světové válce. Po válce sloužil kostel jako skladiště konfiskovaného německého majetku a v letech 1965–1969 byl znovu nákladně restaurován. Na místě původního oltáře byly instalovány varhany a v roce 1973 byl zpřístupněn jako výstavní a koncertní síň. V letech 2000–2001 byl znovu přestavěn pro potřeby chebské galerie a roku 2004 v něm byla instalována expozice chebské gotiky spolu s menší expozicí sbírky evropského malířství 17. a 18. století. Kostel bylo nutné s vysokými náklady celoročně temperovat, a proto je od roku 2013 expozice chebské gotické plastiky trvale umístěna ve druhém patře Radničního paláce.

### Retromuseum
Retromuseum je pobočkou galerie zaměřenou na poválečný design s přesahy k dalším disciplínám (architektura, hudba) a k životnímu stylu. Vzniklo během necelých dvou let mezi březnem 2014 a únorem 2016 díky podpoře města Chebu, které pro něj zdarma poskytlo budovu tzv. Schillerova domu. Rekonstrukce domu byla financována z prostředků Evropské unie – ROP Severozápad a Karlovarského kraje. Kromě výstavního sálu je k výstavám určen výstavní prostor „nad schody“. Hlavní kurátorkou Retromusea je historička umění Daniela Kramerová, autorka monumentální výstavy věnované bruselském stylu, připomínající vysoce ceněnou českou účast na Expo 58 v Bruselu

## Sbírky
Kromě malého souboru děl starého umění, převedených z chebského muzea, byla sbírka GAVU vybudována vlastní akviziční činností. Do roku 1970 chebská galerie vlastnila 583 uměleckých děl, z toho 282 obrazů a 71 plastik. Její ředitel Hutta nakupoval zejména tradiční českou krajinomalbu. S příchodem Jiřího Vykoukala se sbírky rozšířily také o soudobou tvorbu, např. děl z Trienále regionálních umělců z jižních, západních a severních Čech. Nákupy významných děl pokračovaly i za ředitele Peťase a galerie do roku 1976 získala významná díla Karla Černého, Karla Holana, Miloslava Holého, Alfréda Justitze, Otakara Nejedlého, Vlastimila Rady, Václava Rabase, Václava Špály, Františka Tichého a dalších autorů.
Během normalizace se v letech 1970–1989 sbírky rozrostly o 2481 uměleckých předmětů, zejména grafik, kreseb a užitého umění, zčásti též o díla prorežimních výtvarníků z povinných odběrů z tzv. ministerských nákupů. Mezi přírůstky bylo 400 obrazů a 180 soch, mezi jiným klasiků českého moderního umění (Jan Bauch, Jaroslav Panuška, Jan Preisler, Jakub Schikaneder, Josef Šíma).
Galerie v té době získala díla členů Umělecké besedy, např. soubor 30 obrazů Václava Rabase a autorské soubory Jana Slavíčka, Antonína Hudečka, Oldřicha Blažíčka, Jana Trampoty, Františka Jiroudka, krajinářů Mařákovy školy (Alois Kalvoda, František Kaván, Jaroslav Panuška, Josef Ullmann), nebo představitelů válečné generace Jana Smetany a Karla Součka a meziválečných tvůrců Pravoslava Kotíka, Antonína Pelce a Vlasty Vostřebalové-Fischerové. Regionální krajinářskou tvorbu reprezentuje např. chebský malíř Jan Spáčil.
Akvizice poválečného umění pocházejí převážně z bohaté výstavní činnosti galerie, kde byli zastoupeni i autoři kteří během normalizace nemohli běžně vystavovat (Jaroslava Pešicová a František Štorek, Marie Blabolilová, Vladimír Preclík, Jiří John, Petr Pavlík, sestry Jitka a Květa Válovy, Jiří Anderle, Karel Malich, Josef Istler, František Ronovský, Daisy a Jiří Mrázkovi), nebo ze skupinových výstav (Osm mladých grafiků – např. Jiří Načeradský, Oldřich Kulhánek, Petra Oriešková).
S nástupem PhDr. Jiřího Vykoukala na post kurátora (1987) a později do funkce ředitele (1991), došlo k zásadní změně v akviziční politice. Kromě doplňování kmenové kolekce sbírky obrazů a kreseb českého umění 20. století o díla autorů v galerijních fondech dosud nezastoupených, nebo jejichž zastoupení bylo nedostačující, se mu podařilo sbírky rozšířit také o významná díla starého umění. Pro sbírku gotického sochařství získal kromě švábské madony z 3. čtvrtiny 15. století také unikátní Pietu z chebského dominikánského kostela sv. Václava z doby kolem roku 1350, která je považována za dílo evropského významu. Do souboru malby 17. a 18. století nově získal díla Jana Vojtěcha Angermayera, Petra Brandla, Johanna Michaela Bretschneidera, Pietera de Putter nebo Cornelise de Wael.
Sbírku představitelů české moderny doplnil nebo rozšířil o díla Emila Filly, Otto Gutfreunda, Františka Foltýna, Františka Hudečka, Františka Grosse, Josefa Istlera, Kamila Lhotáka, Vincence Makovského, Bohumíra Matala, Jaroslava Puchmertla, Zdeňka Sklenáře, Václava Špály, Jindřicha Štyrského, Václava Tikala, Toyen, Aloise Wachsmana nebo Ladislava Zívra, dále o díla autorů z tzv. generace 50. a 60. let, například Václava Boštíka, Huga Demartiniho, Čestmíra Janoška, Jana Kotíka, Karla Malicha, Mikuláše Medka, Roberta Piesena, Vladimíra Preclíka, Otakara Slavíka, Zbyňka Sekala, Zbyška Siona, Jana Švankmajera nebo Aleše Veselého. Z mladší umělecké generace, nastupující na výtvarnou scénu v 70. letech to byla díla Richarda Konvičky, Aleše Lamra, Petra Pavlíka, Michaela Rittsteina, Ivana Bukovského aj.
V době působení Jiřího Vykoukala byla horní hranice akviziční činnosti vymezena generací, která nastoupila na začátku 70. let. Po několikaleté pauze způsobené nedostatkem finančních prostředků byla nákupní činnost obnovena s příchodem ředitele Marcela Fišera, který ji začal doplňovat o umělecká díla generací mladších (Václav Stratil, Jiří Kovanda, Vladimír Skrepl, Petr Kvíčala, Stanislav Diviš, Antonín Střížek, Josef Bolf, Michal Pěchouček, Filip Turek). Podařilo se také zaplnit určité mezery umění 60. a 70. let díly, která byla integrována do stálé expozice (Jiří Načeradský, Stanislav Kolíbal, Dalibor Chatrný).
Významně byly rovněž rozšířeny kolekce grafických prací a kresby. Nejstaršími díly v grafické sbírce, která čítá téměř 1800 kusů, je cyklus šestnácti rytin Johanna Eliase Ridingera Hon na jelena, získaný roku 1961. Jsou v ní zastoupena klasická jména jako František Bílek, František Kobliha, Jan Konůpek, Karel Štika, Josef Šíma, Jindřich Štyrský, Max Švabinský, Emil Filla, Cyril Bouda, Miloslav Holý, Jan Rambousek, František Hudeček, František Gross, Vojtěch Sedláček, Vladimír Komárek, z mladších grafiků Oldřich Kulhánek, Jiří John, František Burant, Zdeněk Mézl, Vladimír Suchánek. Galerie vlastní větší soubory grafických listů Vladimíra Boudníka, Lubomíra Přibyla, Ladislava Čepeláka, Jaroslava Hovadíka, Jaroslava Kováře, Jiřího Anderle, Josefa Istlera, Aleše Lamra a také soubor kolorovaných leptů Jana Švankmajera z cyklu Přírodopis (1973).
Sochařská sbírka obsahuje díla Josefa Václava Myslbeka, Jana Štursy a Otakara Španiela a jejich žáků Jindřicha Wielguse, Břetislava Bendy, Vincence Makovského a Karla Kotrby. Jsou v ní zastoupeni také František Bílek, Otto Gutfreund, Emil Filla a z poválečné realistické sochařské tvorby díla Karla Lidického (portréty Božena Němcová, Jan Hus, Václav Talich, Antonín Pelc) a Karla Hladíka a plastiky Ladislava Zívra. Období 60.–80. let reprezentují oficiální autoři Alois Sopr, Rudolf Svoboda, Vincenc Vingler, keramika Jana Kutálka a regionální sochaři Vítězslav Eibl, Vlastimil Květenský a Karel Kuneš. Galerie v té době získala i díla Hany Purkrábkové, Petera Orieška nebo Karla Malicha. Velkou část sbírky představuje tvorba medailérská.
Gotická sbírka zahrnuje polychromované dřevořezby z území bývalého historického Chebska a s ním sousedících oblastí od časné gotiky (Mistr z okruhu tzv. Přemyslovského kříže z Jihlavy: Pieta, před rokem 1350) až po exponáty z období vrcholné pozdní gotiky (Mistr oltáře z kostela sv. Jošta: Svatý Kryštof, kolem roku 1530).

### Významná díla gotické sbírky
- Pieta z dominikánského kláštera v Chebu (kolem r. 1350)
- Madona se sv. Janem Křtitelem a sv. Janem Evangelistou (60. léta 14. stol.)
- Křídlový Oltář Panny Marie ze Seebergu (kolem r. 1520)

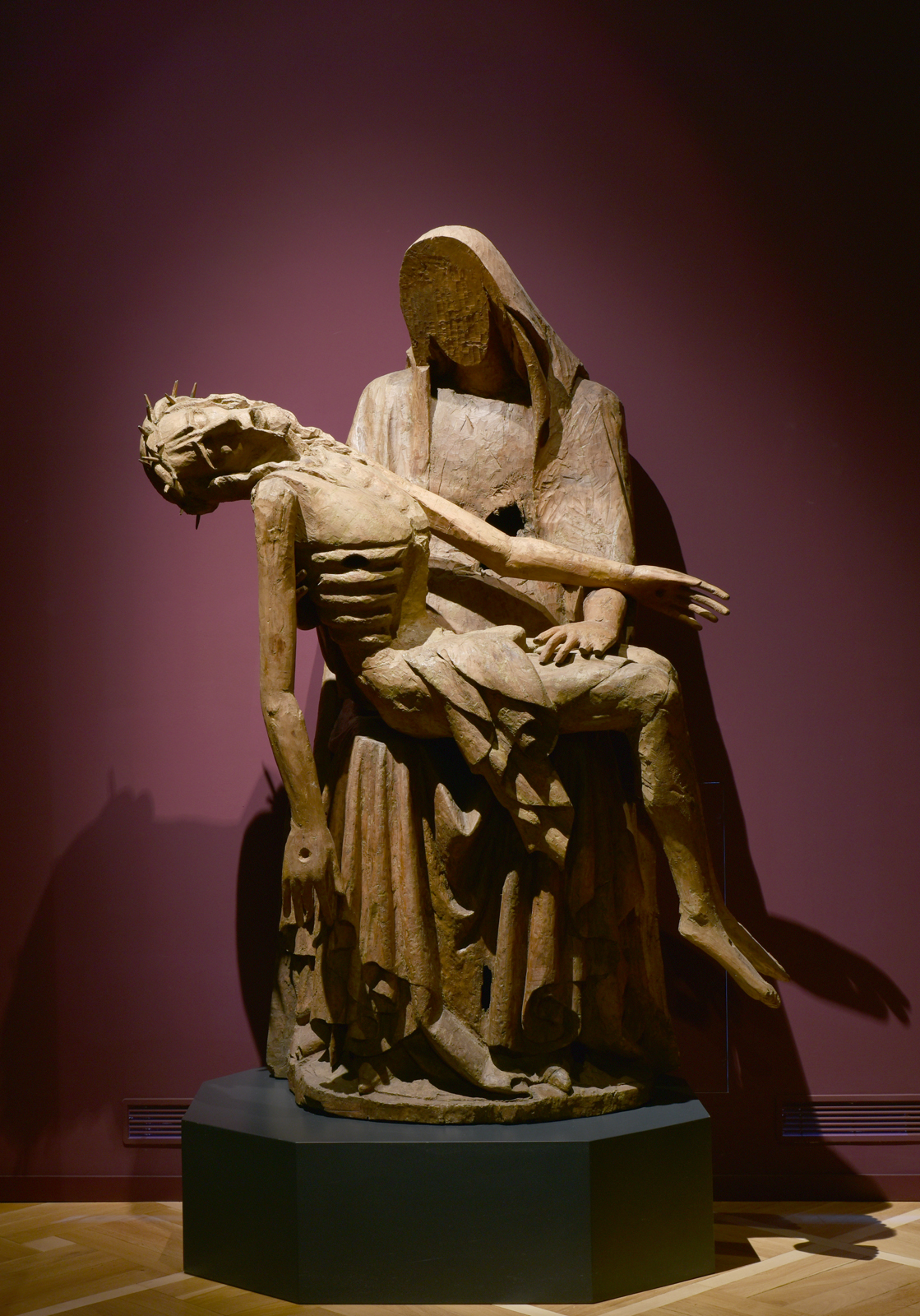
Pieta z dominikánského kláštera v Chebu (1350)
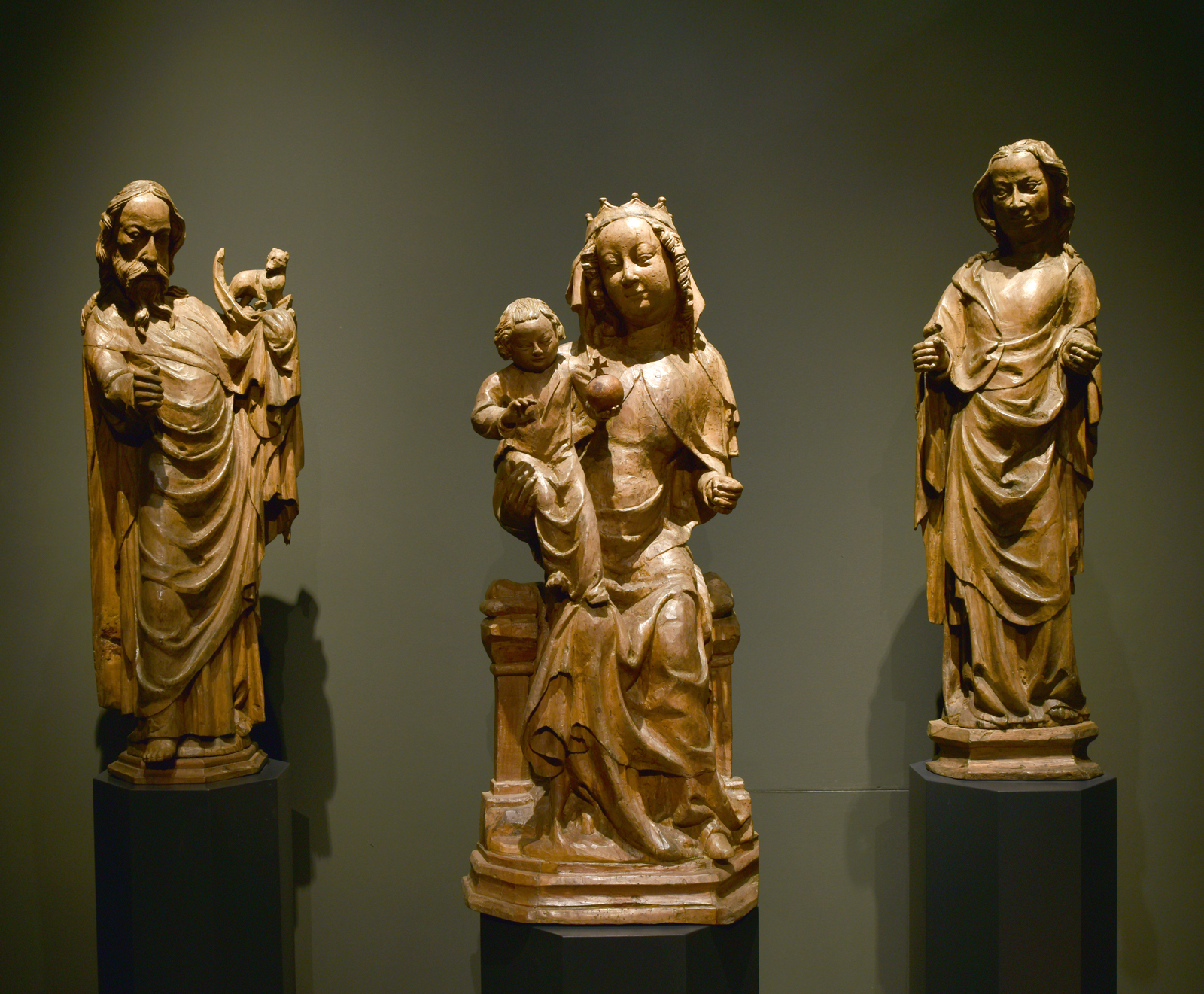
Madona se sv. Janem Křtitelem a sv. Janem Evangelistou (60. léta 14. stol.)
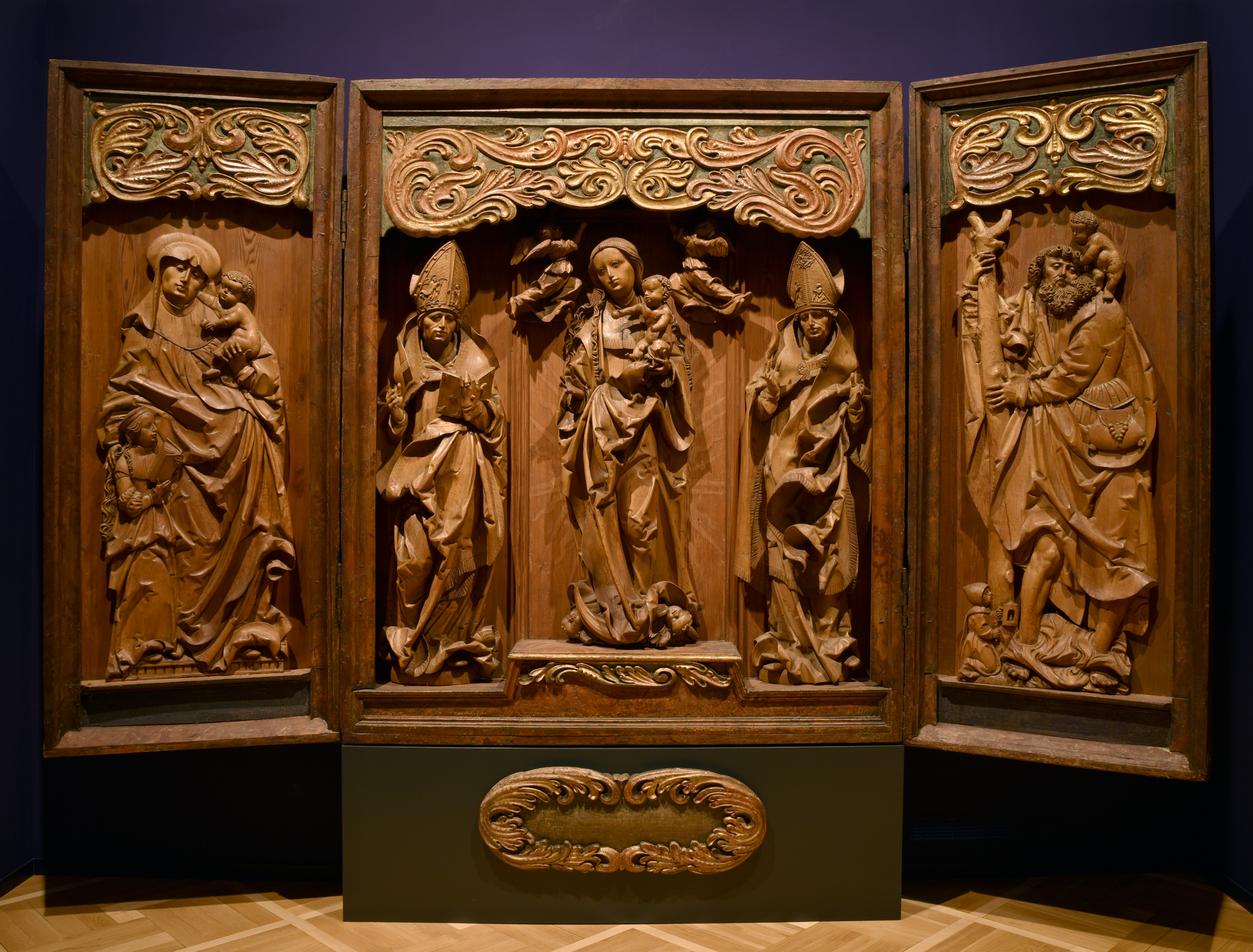
Křídlový Oltář Panny Marie ze Seebergu (kolem r. 1520)

### Pohledy do expozice

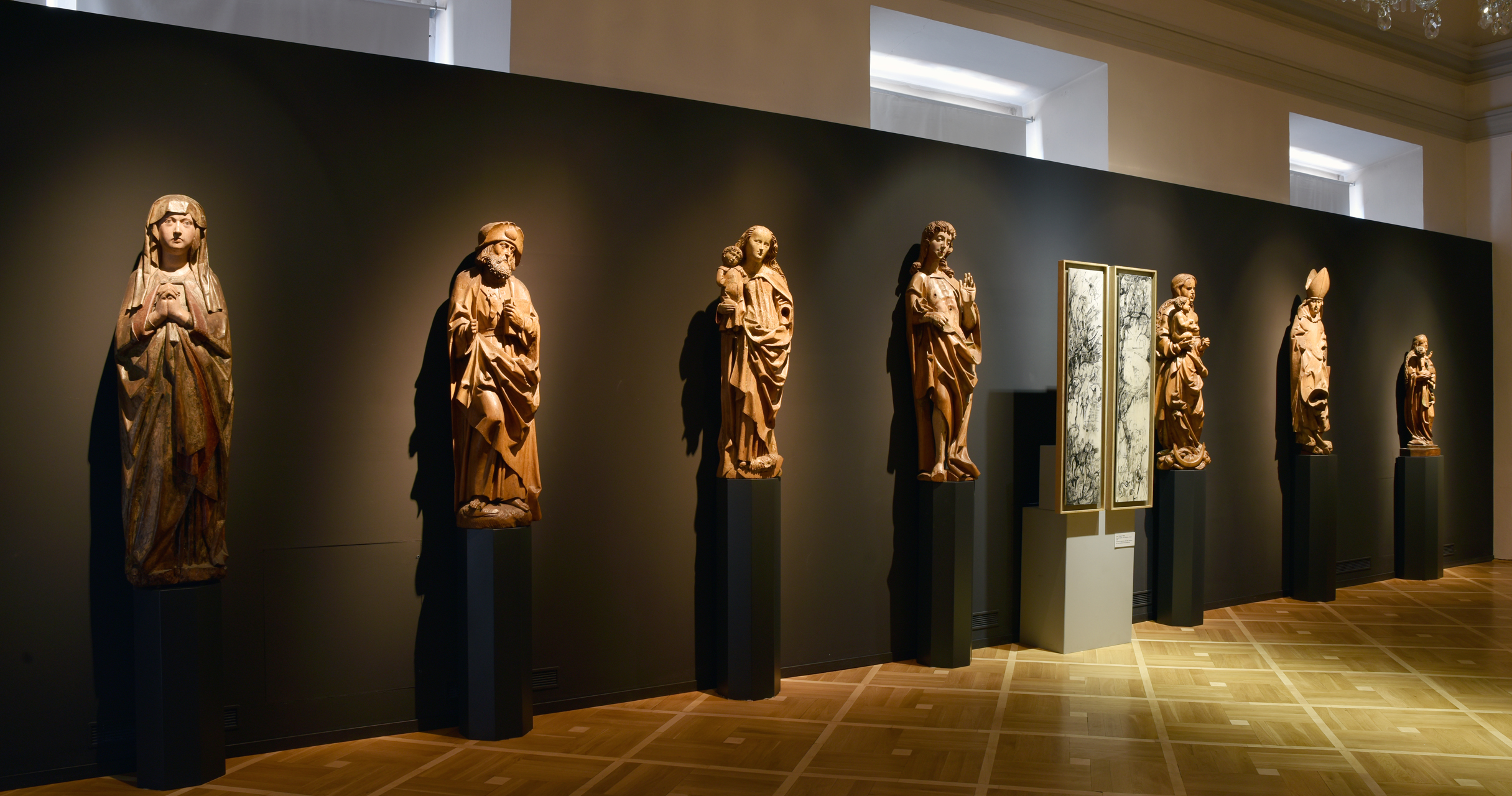
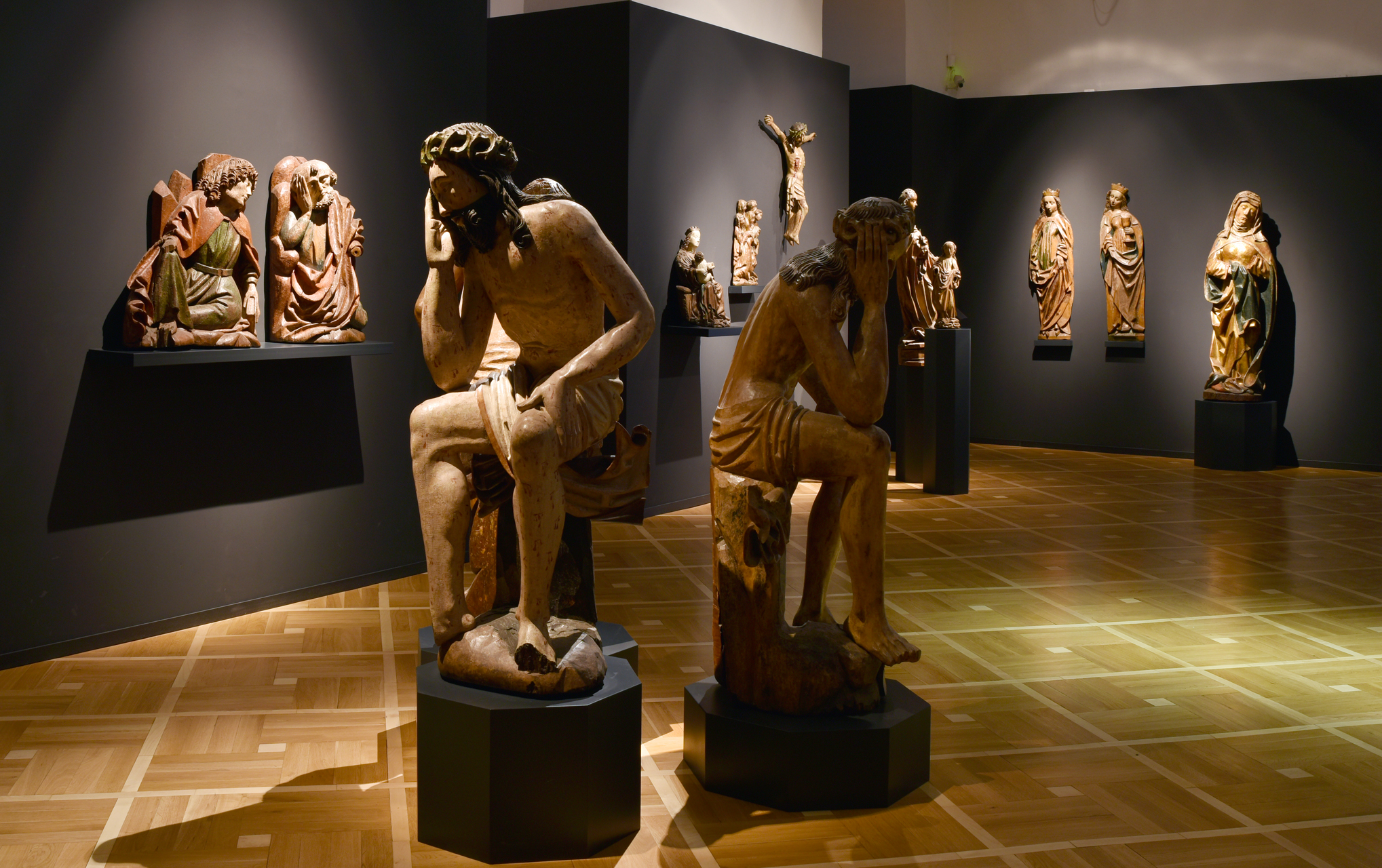
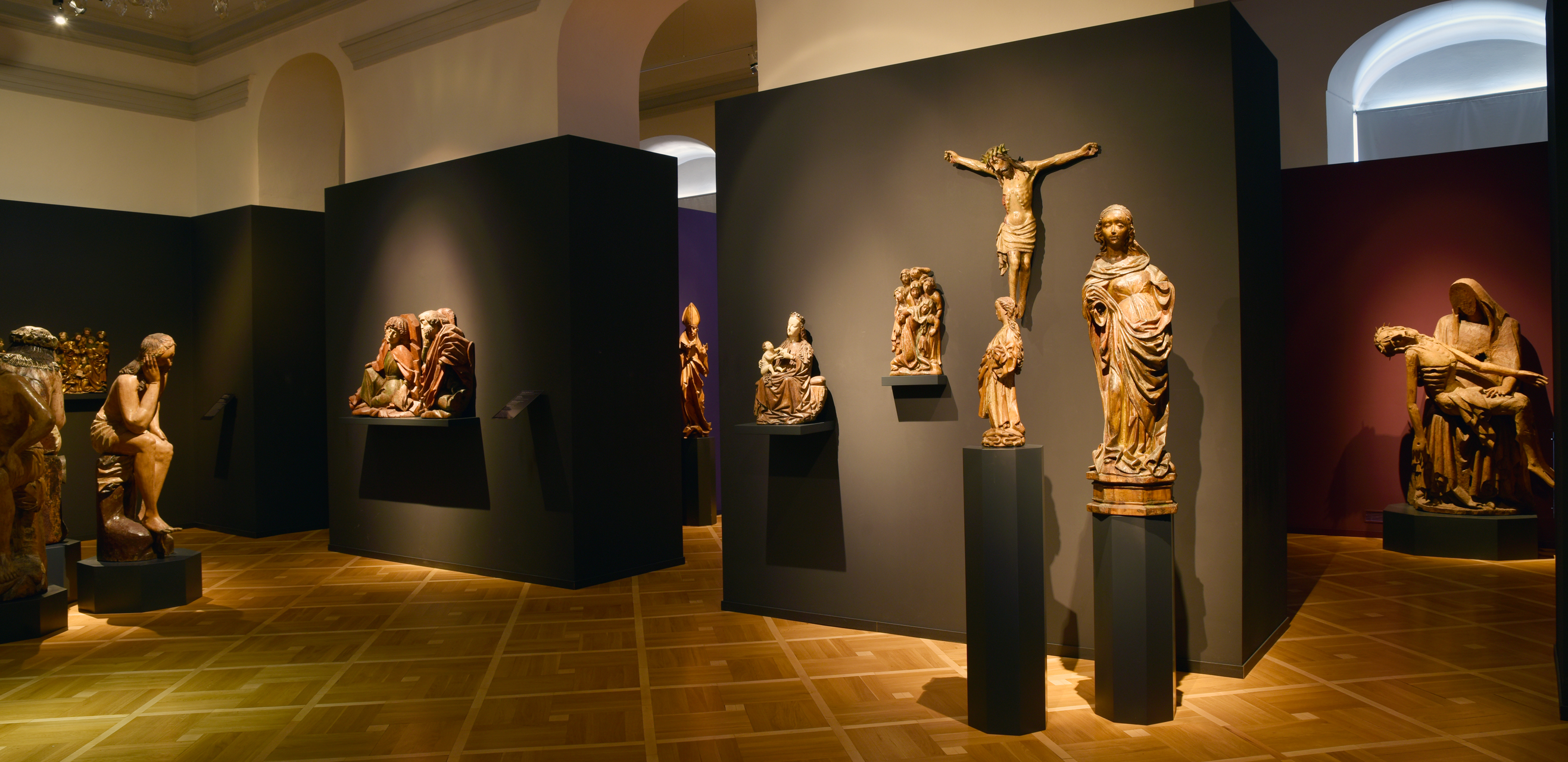
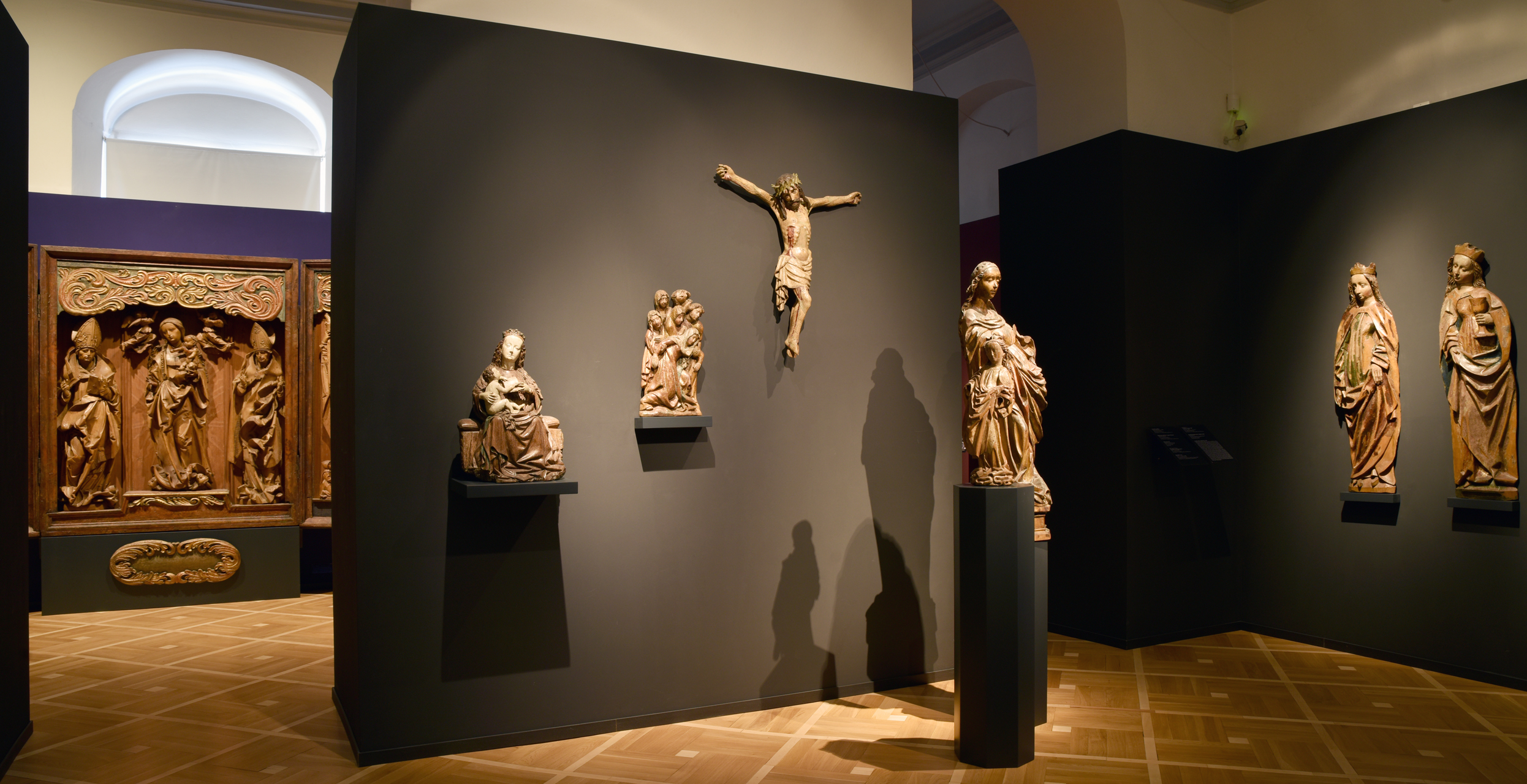
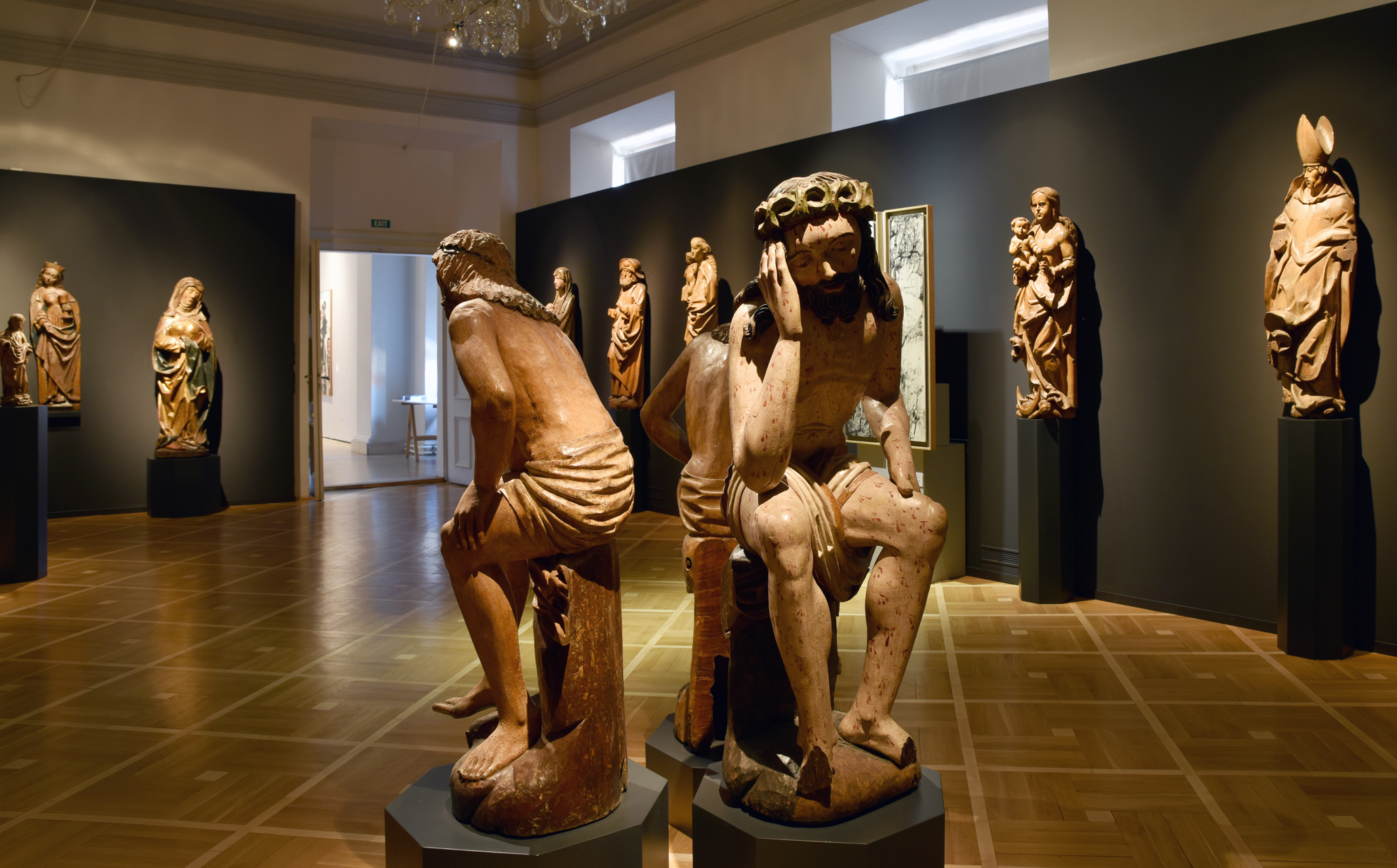
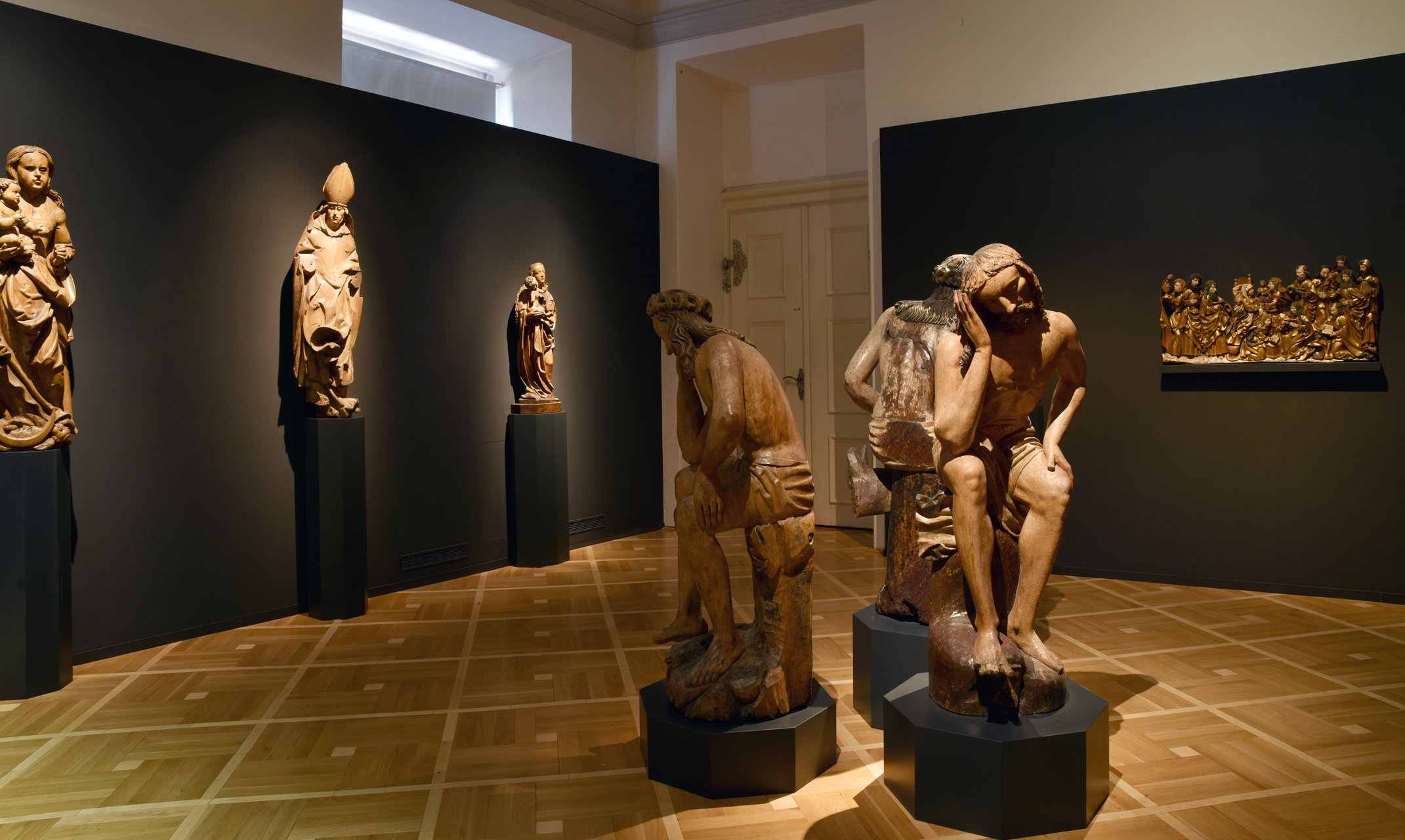
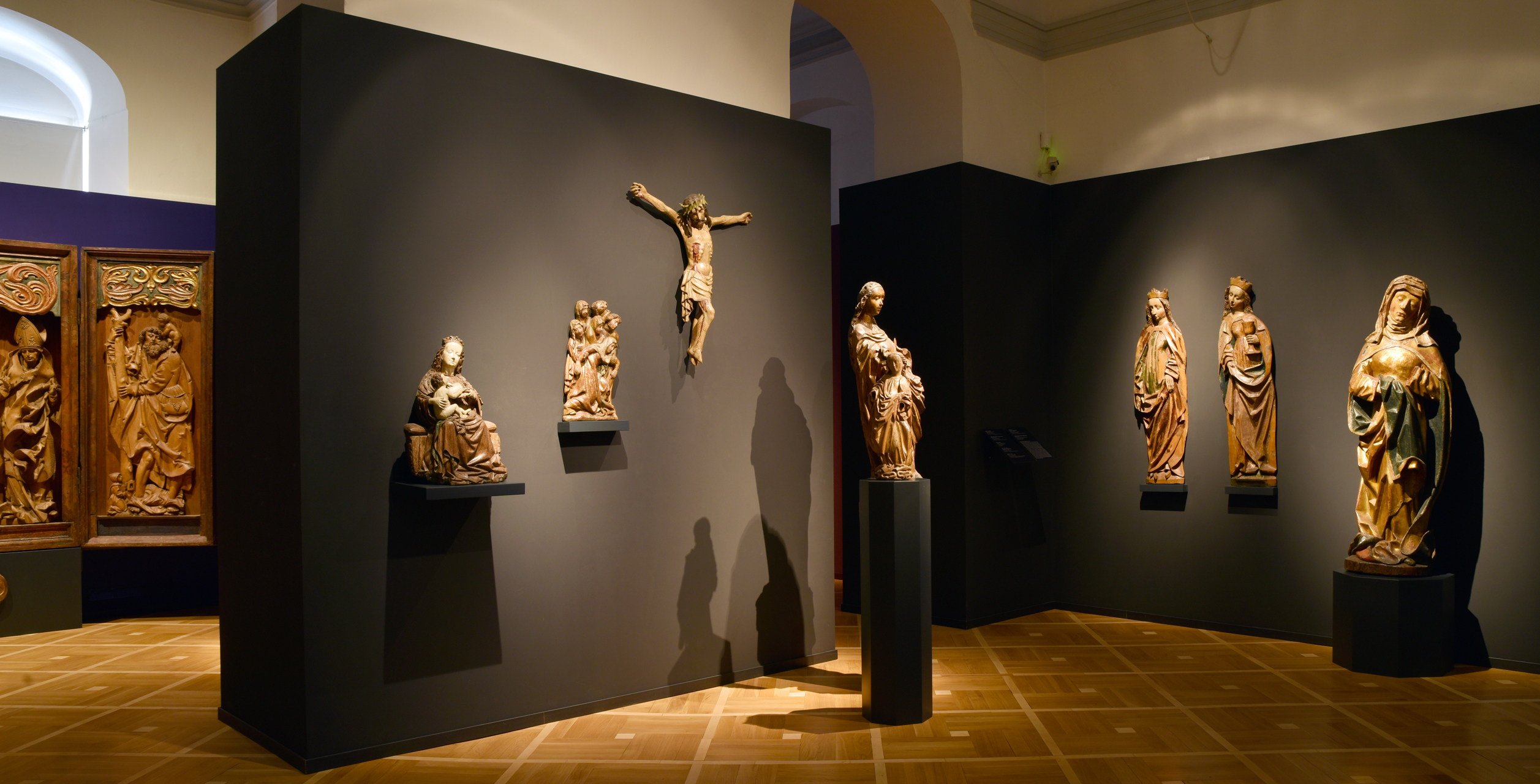
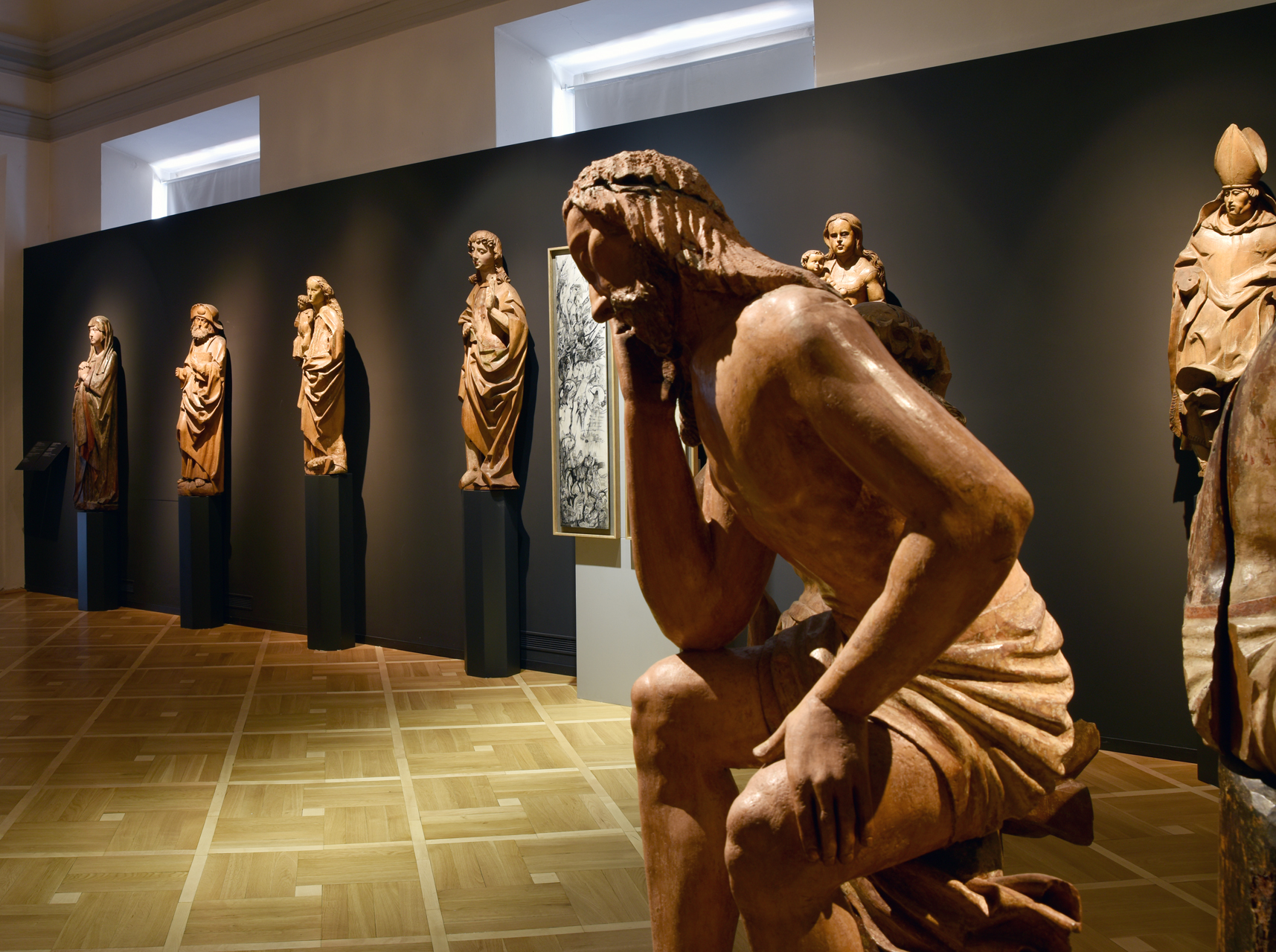

### Články zpracované ke sbírce
- Apoštolové ze sousoší Olivetské hory
- Assumpta s Ježíškem z Kamenné ulice
- Assumpta s Ježíškem z kostela sv. Jošta v Chebu
- Assumpta s Ježíškem z Třebeně
- Bolestný Kristus z Chebu
- Madona z Pomezí
- Madona ze Špalíčku II
- Odpočívající Kristus ze Seebergu
- Panna Marie Bolestná z Chebu
- Panna Marie Bolestná z kostela sv. Mikuláše v Chebu
- Panna Maria s Ježíškem ze Skalné
- Panna Marie z Navštívení
- Skupina pod křížem z Chebu
- Smrt Panny Marie z Hazlova
- Socha Panny Marie (Cheb)
- Sv. Anna Samotřetí z Chebu
- Sv. Barbora z Chebu
- Sv. Jakub Větší z Františkových Lázní
- Sv. Jakub Větší z kostela sv. Mikuláše v Chebu
- Sv. Kateřina z Františkových Lázní
- Sv. Mikuláš z kostela sv. Mikuláše v Chebu
- Světci z Pomezí nad Ohří
- Světice z Chebu
- Světice z Teplé
- Trůnící Madona s Ježíškem (Cheb)
- Ukřižovaný Kristus z Chebu